# Queenscliff
Queenscliff – miejscowość w Australii w stanie Wiktoria, licząca 3725 mieszkańców
(2001).
Miejscowość ta leży w południowej części stanu na półwyspie Bellarine.
Queenscliff jest nadbrzeżną miejscowością turystyczną. Znajdują się tam liczne zabytkowe hotele, Czarna latarnia morska z 1863.